# Hähngen
Hähngen ist ein Weiler, der zur Stadt Lohmar im Rhein-Sieg-Kreis in Nordrhein-Westfalen gehört. 

## Geographie
Hähngen liegt im Nordosten des Stadtgebietes von Lohmar. Umliegende Ortschaften und Weiler sind Kern und Kulhoven im Norden und Nordosten, Holl, Oberstesiefen und Oberstehöhe im Südosten, Grünenborn im Süden, Neuhonrath im Westen und Südwesten, Honsbach im Westen und Nordwesten sowie Hohnenberg und Hasenberg im Nordwesten.
Nordwestlich von Hähngen entspringt ein namenloser Zufluss des Honsbachs, der orographisch ein linker Nebenfluss der Agger ist.

## Geschichte
Im Jahre 1885 hatte Hähngen acht Einwohner, die in zwei Häusern lebten.
Nach einem Adressbuch aus dem Jahre 1901 zählte der Ort Hähngen einen Ackerer und einen Viktualienhändler.
Bis 1969 gehörte Hähngen zu der bis dahin eigenständigen Gemeinde Wahlscheid.

## Verkehr
Hähngen liegt an der Kreisstraße K 34.